# Capo Miseno
Capo Miseno este o arie protejată (arie specială de conservare — SAC, sit de importanță comunitară — SCI) din Italia întinsă pe o suprafață de 50 ha, integral pe uscat.

## Localizare
Centrul sitului Capo Miseno este situat la coordonatele 40°47′00″N 14°05′09″E / 40.783333°N 14.085833°E.

## Înființare
Situl Capo Miseno a fost declarat sit de importanță comunitară în mai 1995 pentru a proteja 19 specii de animale. Situl a fost protejat și ca arie specială de conservare în mai 2019.

## Biodiversitate
Situată în ecoregiunea mediteraneană, aria protejată conține 3 habitate naturale: Tufărișuri termo-mediteraneene și de pre-deșert, Faleze cu vegetație de Limonium spp. endemic de pe coastele mediteraneene, Pseudostepă cu ierburi și specii anuale de Thero-Brachypodietea.
La baza desemnării sitului se află mai multe specii protejate:
- păsări (15): pescăruș albastru (Alcedo atthis), chirighiță neagră (Chlidonias niger), barză albă (Ciconia ciconia), prepeliță (Coturnix coturnix), șoim călător (Falco peregrinus), sfrâncioc roșiatic (Lanius collurio), Larus argentatus, pescăruș sur (Larus canus), pescăruș negricios (Larus fuscus), pescăruș râzător (Larus ridibundus), Phalacrocorax carbo sinensis, sitar de pădure (Scolopax rusticola), chiră de baltă (Sterna hirundo), turturică (Streptopelia turtur), sturz-cântător (Turdus philomelos)
- mamifere (2): liliacul mare cu potcoavă (Rhinolophus ferrumequinum), liliacul mic cu potcoavă (Rhinolophus hipposideros)
- nevertebrate (2): croitorul mare al stejarului (Cerambyx cerdo), Coenagrion mercuriale

Pe lângă speciile protejate, pe teritoriul sitului au mai fost identificate 1 specie de nevertebrate, 3 specii de reptile.